# تفاعل حاد للكرب
يسمى الاضطراب النفسي الحاد بالتفاعل الحاد للكرب أو الصدمة النفسية أو الصدمة العقلية أو ببساطة الصدمة. وهي حالة نفسية تنشأ نتيجة التعرض لمواقف مرعبة أو حدث مؤلم. ولا ينبغي أن يقع اللبس بينها وبين حالة الدورة الدموية غير المرتبطة بالصدمة أو بين مفهوم مقدار الصدمة. وصف والتر كانون الاستجابة«لمرض الضغط النفسي الحاد» للمرة الأولى في عقد العشرينيات من عام 1900م كنظرية أن الحيوانات تتجاوب مع التهديدات بإفرازات عامة من الجهاز العصبي السيمبثاوي. واكتشفت هذه الاستجابات مؤخراَ كأول مرحلة من متلازمة التلاؤم العام التي تضبط استجابات الضغط بين الفقاريات والكائنات الحية الأخرى.

## العلامات والأعراض
الأعراض الشائعة التي يشعر بها من يعانون من اضطراب الضغط النفسي الحاد هي: التخدر و الانفصال العاطفي والصمت والبعد عن الواقع و تبدد الشخصية و فقدان الذاكرة النفسي واستمرار الشعور بالمواقف عن طريق الأفكار والأحلام وذكريات الماضي ومحاولة تجاهل كل ما يثير ذكرى تلك المواقف، وخلال هذا الوقت لابد أن يشعروا بأعراض القلق وضعف واضح في منطقة أساسية واحدة فعالة على الأقل. تستمر الأعراض كحد أدنى ليومين وكحد أقصى لأربعة أسابيع وتظهر هذه الأعراض خلال أربعة أسابيع من حدوث الموقف.

## أسبابه
يعتبر مرض اضطراب الضغط النفسي الحاد والذي يرمز لهُ بالاختصار(ASD) نتيجة للأحداث جارحة قد يتعرض لها الشخص أو يشهدها فتسبب للضحية أو الشاهد خوفاَ وألماَ وضغطاَ شديداَ ومزعجا وغير متوقع، وتشمل الإصابات البالغة التي تصيبهم أو رؤيتها تصيب غيرهم أو وفاتهم أو وفاة أحد آخر. كما أُستنتج أنه لا يوجد فرق في ردة الفعل بين الجنسين بعد دراسة أُجريت على موظفي الإنقاذ بعد تعرضهم لصدمة. يعتبر الاضطراب النفسي الحاد شكل آخر من أشكال اضطراب الكرب التالي للصدمة (اضطراب الكرب التالي للصدمة النفسية).
وترتبط أول استجابة للضغط بأفعال فسيولوجية معينة في الجهاز العصبي السيمبثاوي، فيقوم بشكل مباشر أم غير مباشر بتحرير هرمون الأدرينالين وكمية قليلة من النورأدرينالين من نخاع الغدة الكظرية. يقوم هرمون الكاتيكولاَمين بتسهيل مباشر لردات الأفعال الجسدية عن طريق التسبب في زيادة معدل نبضات القلب والتنفس وتضييق الأوردة الدموية. وتسهل كثرة هرمون الكاتيكولامين في مواقع المستقبلات العصبية الاعتماد على التصرفات العفوية و البديهية التي تؤدي غالبا للشجار أو الهروب.
عندما يكون الشخص هادئ وغير منفعل فإن تخزيف الخلايا العصبية في الموضع الأزرق يكون متدني. ينتقل التنبيه غير المألوف عندما يتم الإحساس به من القشرة الحسية للدماغ من خلال المهاد إلى جذع الدماغ. ويزيد مسار الإشارات من معدل نشاط النورأدريني في الموضع الأزرق فيصبح الشخص متيقظاَ ومنتبهاَ للبيئة من حوله. إذا تم استقبال التنبيه كتهديد فإن الإفراز الطويل والشديد في الموضع الأزرق ينشط الانقسام السيمبثاوي للجهاز العصبي المستقل (ثاس وهولاند،1995). ويؤدي نشاط الجهاز العصبي السيمبثاوي إلى اطلاق نورابنفرين من النهايات العصبية التي تعمل على القلب والأوعية الدموية والمراكز التنفسية وأماكن أخرى. وتشكل التغيرات الفسيولوجية الناتجة جزءا كبيرا من الاستجابة للضغط النفسي الحاد، وهناك شيء آخر يلعب دورا أساسيا في الاستجابة للضغط النفسي الحاد ألا وهو المحور الوطائي النخامي الكظري.

## التشخيص
يجب ان يكون هناك رابط واضح ومؤقت بين تأثير الإجهاد النادر وبداية ظهور الأعراض، فظهور الأعراض يبدأ من دقائق معدودة أو أيام ولكن قد يستمر إلى أشهر بعد الإجهاد. بالإضافة إلى أن الأعراض قد تتغير وتتداخل مع بعضها البعض فبجانب الشعور بالدوار قد تظهر أعراض أخرى مثل الإكتئاب والقلق والغضب واليأس وفرط النشاط والانعزال، ولن يسود نوع من الأعراض على الأعراض الأخرى، ويمكن أن تزول هذه الأعراض بسرعة في الحالات التي يبعد المريض عن البيئة المشحونة. أما في الحالات المتقلبة التي يستمر فيها الضغط أو يتوقف بطبيعته، فإن الأعراض تبدأ بالزوال بعد 24 إلى 48 ساعة وتتقلص بعد 3 أيام.
إذا استمرت الأعراض إلى أكثر من شهر فإنهُ قد يتم تشخيص المريض بإصابته باضطراب الكرب التالي للصدمة النفسية.

## العلاج
قد يزول هذا الاضطراب من نفسه أو قد يتطور مع الوقت إلى اضطرابات أكثر حده مثل اضطراب الكرب التالي للصدمة النفسية. وحسب نتائج الدراسة التي أجريت على 363 مريضاً التي قام بها كريمر وأودونيل وباتيسون تدل على أن تشخيص الاضطراب النفسي الحاد يقتصر على صدق تنبئي محدود لاضطراب الكرب التالي للصدمة النفسية. ووجد كريمر أن التعرض مرة أخرى للمواقف الجارحة قد يكون أفضل تنبئ للإصابة بهذا الاضطراب. ويستخدم العلاج لمدة قصيرة تصل إلى أربعة أسابيع.
وقد أجريت دراسات لتقييم فعالية الإرشاد والعلاج النفسي للأشخاص الذين يعانون من اضطراب الضغط النفسي الحاد. ويتضمن العلاج المعرفي السلوكي إعادة البناء الإدراكي والتعرض الذي تبينت فعاليته في منع المحور الوطائي النخامي الكظري للمرضى المصابين باضطراب الكرب الحاد عن طريق النتائج السريرية الهامة في الستة أشهر المتتالية، يعد اتحاد الإسترخاء مع إعادة البناء الإدراكي والتعرض التخيلي والتعرض الجسمي ممتازاَ لتحقيق المشورة الداعمة. وتعتبر أيضا برامج تقليل الضغط التي تعتمد على الوعي التام فعالة لإدارة الضغط.